# Serie Mundial de 1988
La Serie Mundial de 1988 fue disputada entre Los Angeles Dodgers y Oakland Athletics.
Los Angeles Dodgers resultaron ganadores al vencer en la serie por 4 partidos a 1.

## Desarrollo

### Juego 1
| Equipo      | 1 | 2 | 3 | 4 | 5 | 6 | 7 | 8 | 9 | C | H | E |
| ----------- | - | - | - | - | - | - | - | - | - | - | - | - |
| Oakland     | 0 | 4 | 0 | 0 | 0 | 0 | 0 | 0 | 0 | 4 | 7 | 0 |
| Los Angeles | 2 | 0 | 0 | 0 | 0 | 1 | 0 | 0 | 2 | 5 | 7 | 0 |

LG: Alejandro Peña (1–0)  LP: Dennis Eckersley (0–1)  
HRs:  OAK – José Canseco (1)  LAD – Mickey Hatcher (1), Kirk Gibson (1)

### Juego 2
| Equipo      | 1 | 2 | 3 | 4 | 5 | 6 | 7 | 8 | 9 | C | H  | E |
| ----------- | - | - | - | - | - | - | - | - | - | - | -- | - |
| Oakland     | 0 | 0 | 0 | 0 | 0 | 0 | 0 | 0 | 0 | 0 | 3  | 0 |
| Los Angeles | 0 | 0 | 5 | 1 | 0 | 0 | 0 | 0 | X | 6 | 10 | 1 |

LG: Orel Hershiser (1–0)  LP: Storm Davis (0–1)  
HRs:  LAD – Mike Marshall (1)

### Juego 3
| Equipo      | 1 | 2 | 3 | 4 | 5 | 6 | 7 | 8 | 9 | C | H | E |
| ----------- | - | - | - | - | - | - | - | - | - | - | - | - |
| Los Angeles | 0 | 0 | 0 | 0 | 1 | 0 | 0 | 0 | 0 | 1 | 8 | 1 |
| Oakland     | 0 | 0 | 1 | 0 | 0 | 0 | 0 | 0 | 1 | 2 | 5 | 0 |

LG: Rick Honeycutt (1–0)  LP: Jay Howell (0–1)  
HRs:  OAK – Mark McGwire (1)

### Juego 4
| Equipo      | 1 | 2 | 3 | 4 | 5 | 6 | 7 | 8 | 9 | C | H | E |
| ----------- | - | - | - | - | - | - | - | - | - | - | - | - |
| Los Angeles | 2 | 0 | 1 | 0 | 0 | 0 | 1 | 0 | 0 | 4 | 8 | 1 |
| Oakland     | 1 | 0 | 0 | 0 | 0 | 1 | 1 | 0 | 0 | 3 | 9 | 2 |

LG: Tim Belcher (1–0)  LP: Dave Stewart (0–1)  SV: Jay Howell (1)  

### Juego 5
| Equipo      | 1 | 2 | 3 | 4 | 5 | 6 | 7 | 8 | 9 | C | H | E |
| ----------- | - | - | - | - | - | - | - | - | - | - | - | - |
| Los Angeles | 2 | 0 | 0 | 2 | 0 | 1 | 0 | 0 | 0 | 5 | 8 | 0 |
| Oakland     | 0 | 0 | 1 | 0 | 0 | 0 | 0 | 1 | 0 | 2 | 4 | 0 |

LG: Orel Hershiser (2–0)  LP: Storm Davis (0–2)  
HRs:  LAD – Mickey Hatcher (2), Mike Davis (1)
|                                                             |
| Campeón de las Grandes Ligas Los Angeles Dodgers 6.º título |